# Fritz Kranefuß
Friedrich Carl Arthur Kranefuß (* 19. Oktober 1900 in Herford; † angeblich 1945), kurz Fritz Kranefuß, war ein deutscher Industrieller und gehörte in der Zeit des Nationalsozialismus zum Kreis der Wehrwirtschaftsführer.

## Leben
Nach dem erfolgreichen Abschluss des Gymnasiums im Jahr 1918 wurde er Marinesoldat auf einem Schulschiff. Als Offizieranwärter strebte er eine Laufbahn in der Kaiserlichen Marine an. In den Wirren der Umwälzung am Ende des Krieges wurde er Angehöriger eines Freikorps, was seine politische Orientierung wesentlich beeinflusste.
In der „Heidelberger Gelatine-Fabrik Stoess & Co. GmbH.“ in Ziegelhausen bei Heidelberg absolvierte er bei deren Mit-Geschäftsführer Wilhelm Keppler zu Beginn der 1920er Jahre eine kaufmännische Ausbildung. Jedoch war er in seinem Lebenserwartungen weiterhin der Seefahrt verbunden, wobei er allerdings auch der Politik seine Aufmerksamkeit widmete.
Trotzdem verblieb er im Bereich der Wirtschaft, wobei er mehrfach den Wohnort und auch die Art der Beschäftigung wechselte. Schließlich lehnte er sich in der Lebensführung wieder an Keppler an, der inzwischen Mitinhaber und Co-Direktor der Gelatinefabrik „Chemische Werke Odin GmbH“ in Eberbach geworden war. Hier betätigte sich Kranefuß als Mitarbeiter.
Nach dieser Tätigkeit ging der ausgebildete Kaufmann nach Hamburg und arbeitete dort drei Jahre in einer Seereederei. Danach war er fünf Jahre in Hannover bei einer Bank – in jüdischem Besitz – tätig. Kranefuß trat zum 1. März 1932 der NSDAP bei (Mitgliedsnummer 964.992). Seit 1932 gehörte er dem Keppler-Kreis an, den er 1934 in den Freundeskreis Reichsführer SS umwandelte. Hier wurde Kranefuß der unumschränkte Generalsekretär, der Wirtschaftsführer zur Beförderung in der SS vorschlagen konnte und die Geschäfte des Freundeskreises mit Karl Wolff, Chef des Persönlichen Stabes von Heinrich Himmler, leitete.
Nach der „Machtergreifung“ Anfang 1933 nahm Kranefuß eine leitende Stellung in der Wirtschaftsabteilung der NSDAP ein, wobei er direkt Rudolf Heß unterstand. Dieser Verbindungsstab diente als Vermittlerorgan zwischen der NSDAP und den Reichsministerien und der Reichskanzlei. Über diese Vermittlerposition gewann Kranefuß eine beachtliche Stellung in Wirtschaftskreisen, wenn im NS-Regime ein Unternehmer eine erfolgreiche Maßnahme anstrebte.
Dieser gewachsene Einfluss zeigte sich, als er im November 1934 in den Vorstand der Braunkohle-Benzin-AG (Brabag) berufen wurde.
Der Eintritt in die SS erfolgte im März 1933 (SS-Nummer 53.092), wobei er auch im SD bei Reinhard Heydrich diente. Im Herbst 1933 wurde Kranefuß vor einem Parteigericht der NSDAP wegen seiner Arbeit in einem jüdischen Bankhaus in Hannover angeklagt. Diese Beschuldigung konnte er durch Fürsprache von Himmler abwenden. Himmlers Duzfreund Keppler „verbürgte“ sich für Kranefuß’ Zuverlässigkeit als Nationalsozialist. Dass ihm das Verfahren in keiner Weise geschadet hat, ergab sich allein schon daraus, dass er Ende 1933 zweimal innerhalb der SS befördert wurde und sogar Anfang 1934 in den Persönlichen Stab Reichsführer SS aufgenommen wurde, dem er bis Kriegsende angehörte.
Mit diesem Aufstieg war die Stellung als Adjutant Himmlers verbunden, der ihm großes Vertrauen entgegenbrachte.
Unter Staatssekretär Paul Körner arbeitete er 1936 und 1937 in der Behörde für den Vierjahresplan. Im März 1941 wurde er Gründungsmitglied im Aufsichtsrat der Continentale Öl AG (Conti-Öl), die halbstaatliche Aufgaben wahrnahm. Im Reichsamt für Wirtschaftsausbau leitete er zunächst die Personalabteilung im Sektor Mineralöl sowie von Juli bis Oktober 1942 die Generalabteilung für Bewirtschaftung.
Nach dem Beginn des Zweiten Weltkriegs wurde Kranefuß als Sonderbeauftragter des RFSS in den besetzten Gebieten tätig. Während der Besetzung der Niederlande reiste er im Juni 1940 für zwei Monate nach Den Haag, wo er den HSSPF Hanns Albin Rauter bei der politischen Gleichschaltung und NS-Ausrichtung in den Niederlanden unterstützte. Daneben unterhielt er enge Beziehungen zu dem niederländischen Wirtschaftsführer Meinoud Rost van Tonningen aufrecht, die auch bei seiner späteren Tätigkeiten in Berlin fortgeführt wurden.
Anfang Oktober 1941 fuhr er mit Himmler in die Ukraine, wo sie in Nikolajew von Otto Ohlendorf, Befehlshaber des Einsatzkommandos 11a, einen Bericht über die Ausrottungsmaßnahmen der SS gegen die jüdische Bevölkerung erhielten und am 5. Oktober nach Berlin zurückkehrten. Im folgenden Monat fuhr Kranefuß wieder in die Niederlande, um mit dem SS-Standartenführer Wilhelm Harster, welcher das Sonderreferat „J“ leitete, in dem die Maßnahmen gegen die jüdische Bevölkerung geplant wurden.
Am 2. September 1942 besuchte Kranefuß den Staatssekretär Albert Ganzenmüller, der leitend mit den organisatorischen Maßnahmen der Judendeportationen beauftragt war. Dabei kamen die Transportkosten der Deportationszüge der SS zur Sprache. Ganzenmüller stimmte zu, dass sein Vorgänger Kleinmann weiterhin den Ansprechpartner der SS blieb.
Die bisherigen Tätigkeiten für Himmler fanden dessen Anerkennung, so dass Kranefuß am 30. Januar 1944 zum SS-Brigadeführer befördert wurde. Bis zum Ende des Krieges befasste sich Kranefuß mit den Fragen der Versorgung mit Betriebsstoffen und dem Einsatz von Häftlingen in der Produktion, u. a. in der Brabag. Im Mai 1945 soll er verhaftet und in den Osten abtransportiert worden sein, wie es in einem Prozess um die Brabag in den 60er Jahren behauptet wurde.